# 北信越女子サッカーリーグ
北信越女子サッカーリーグ（ほくしんえつじょしサッカーリーグ）は、日本の北信越地方の5県（新潟県、長野県、富山県、石川県、福井県）に所在する女子（第5種）登録チームが参加する女子サッカーリーグである。日本全国に9つある地域リーグのひとつであり、日本の女子サッカーリーグ編成において4部、5部に相当する。
北信越サッカー協会が主催し、北信越女子サッカーリーグ実行委員会が主管となり運営される。

## 概要
北信越地域では2001年から2008年まで9チーム1回戦総当たり制による北信越女子サッカーリーグが開催されていた。
その後、リーグの見直しが行われ、2013年に7チーム1回戦総当たり制のプレ大会を開催。2014年より北信越女子リーグが再開した。
2017年以降は10チーム1回戦総当たり制で開催されていたが、2019年より2部制（各6チーム2回戦総当たり）に移行。2020年は新型コロナウイルスの影響により参加可能な6チームのみでリーグ戦を開催したが、5試合を消化したのみで終わった。
その後高校生年代のチームが撤退したことに伴いチーム数が減少したため、2023年より再び1部制に移行している。

### レギュレーション
- 8チームによるホーム&アウェイの2回戦総当たり制（計14試合）[4]。
- 前期日程終了時点の1部リーグ上位3チームには、皇后杯北信越大会の出場権が与えられる。

### 昇格・降格に関して
- 各県から当リーグへの新規参入を希望するチームがある場合は、各県サッカー協会女子委員長の承認の上、1部・2部合わせて最大16チームを上限として新規参入を認める[4]。
- 加盟チーム数が10チーム以内の場合は1部制とする。11チーム以上16チーム未満の場合は、実行委員会にて1部・2部双方のリーグ参加数を協議し決定する。

## 参加チーム（2023年度）
新潟県
- 新潟医療福祉大学女子サッカー部（2013 - ）
- FC越後妻有（2021 - ）

長野県
- AC信州大学（2013 - ）
- 松本山雅FCレディース（2023 - ）

富山県
- 富山レディースSC（- 2008、2013 - ）
- 富山新庄Rise（2023 - ）

石川県
- リリーウルフF石川（2021 - ）
- 北陸大学フィオリーレ（2013 - ）

※2023年現在、福井県からの参加チームは無い。

## 過去の参加チーム
新潟県
- アルビレックス新潟レディースU-18（2006 - 2008、2013 - 2022）
- JAPANサッカーカレッジレディース（2016 - 2022）
- グランセナ新潟FCレディース（- 2008、2013 - 2022）

長野県
- MFCL（2019 - 2022）
- 東海大学付属諏訪高校（2021 - 2022）
- AC長野パルセイロ・シュヴェスター（2016 - 2021）
- 佐久長聖高校（2019 - 2021）
- FCシュロス松本（2013 - 2017）
- 松本レディース（- 2008）
- 茅野ビエント（2008）

石川県
- 星稜PEL（2020）
- 椿レディース（- 2008）
- FC.TONレディース（- 2008）
- 苗代レディースFC（- 2004）

福井県
- 福井工業大学附属福井高校（- 2008、2018 - 2021）
- 福井工業大学LFC（2016 - 2020）
- 丸岡RUCKレディース（- 2008）
- 武生FCレディース（- 2005、2007）
- RUCKオーレーズ（- 2006）

## 年度別順位
| 昇格 | 降格・脱退 |

### 1部
| 年度 | 1位                                        | 2位                                        | 3位                                        | 4位                                        | 5位                                        | 6位                                        | 7位                                        | 8位                                        | 9位                                        | 10位                                       |
| ---- | ------------------------------------------ | ------------------------------------------ | ------------------------------------------ | ------------------------------------------ | ------------------------------------------ | ------------------------------------------ | ------------------------------------------ | ------------------------------------------ | ------------------------------------------ | ------------------------------------------ |
| 2014 | 新潟医療福祉大学 女子サッカー部            | アルビレックス新潟 レディースU-18          | FCシュロス松本                             | 北陸大学FC レディース                      | AC信州大学                                 | 富山レディースSC                           | グランセナ新潟FC レディース                |                                            |                                            |                                            |
| 2015 | 新潟医療福祉大学 女子サッカー部            | アルビレックス新潟 レディースU-18          | 北陸大学FC レディース                      | FCシュロス松本                             | 富山レディースSC                           | グランセナ新潟FC レディース                | AC信州大学                                 |                                            |                                            |                                            |
| 2016 | 新潟医療福祉大学 女子サッカー部            | アルビレックス新潟 レディースU-18          | 富山レディースSC                           | AC長野パルセイロ シュヴェスター            | 北陸大学FC レディース                      | 福井工業大学LFC                            | グランセナ新潟FC レディース                | AC信州大学                                 | FCシュロス松本                             | JAPANサッカーカレッジ レディース           |
| 2017 | アルビレックス新潟 レディースU-18          | 新潟医療福祉大学 女子サッカー部            | JAPANサッカーカレッジ レディース           | 北陸大学                                   | AC信州大学                                 | 福井工業大学                               | グランセナ新潟FC レディース                | 富山レディースSC                           | AC長野パルセイロ シュヴェスター            | FCシュロス松本                             |
| 2018 | 新潟医療福祉大学 女子サッカー部            | アルビレックス新潟 レディースU-18          | JAPANサッカーカレッジ レディース           | 福井工業大学附属福井高校                   | AC長野パルセイロ シュヴェスター            | AC信州大学                                 | 福井工業大学                               | グランセナ新潟FC レディース                | 北陸大学                                   | 富山レディースSC                           |
| 2019 | JAPANサッカーカレッジ レディース           | 新潟医療福祉大学 女子サッカー部            | アルビレックス新潟 レディースU-18          | 福井工業大学附属福井高校                   | AC長野パルセイロ シュヴェスター            | AC信州大学                                 |                                            |                                            |                                            |                                            |
| 2020 | 新型コロナウイルスの影響により順位決定せず | 新型コロナウイルスの影響により順位決定せず | 新型コロナウイルスの影響により順位決定せず | 新型コロナウイルスの影響により順位決定せず | 新型コロナウイルスの影響により順位決定せず | 新型コロナウイルスの影響により順位決定せず | 新型コロナウイルスの影響により順位決定せず | 新型コロナウイルスの影響により順位決定せず | 新型コロナウイルスの影響により順位決定せず | 新型コロナウイルスの影響により順位決定せず |
| 2021 | 新潟医療福祉大学 女子サッカー部            | JAPANサッカーカレッジ レディース           | アルビレックス新潟 レディースU-18          | AC長野パルセイロ シュヴェスター            | 福井工業大学附属福井高校                   | MFCL                                       | 佐久長聖高校                               | AC信州大学                                 |                                            |                                            |
| 2022 | 新潟医療福祉大学 女子サッカー部            | リリーウルフ.F石川                         | アルビレックス新潟 レディースU-18          | JAPANサッカーカレッジ レディース           | MFCL                                       | グランセナ新潟FC レディース                |                                            |                                            |                                            |                                            |
| 2023 | リリーウルフ.F石川                         | 新潟医療福祉大学 女子サッカー部            | FC越後妻有                                 | AC信州大学                                 | 富山レディースSC                           | 松本山雅FCレディース                       | 北陸大学フィオリーレ                       | 富山新庄Rise                               |                                            |                                            |
| 2024 | 新潟医療福祉大学 女子サッカー部            | 新潟経営大学                               | FC越後妻有                                 | リリーウルフ.F石川                         | 富山レディースSC                           | 北陸大学フィオリーレ                       | 松本山雅FCレディース                       | 富山新庄Rise                               |                                            |                                            |

### 2部
| 年度 | 1位                                       | 2位                                       | 3位                                       | 4位                                       | 5位                                       | 6位                                       |
| ---- | ----------------------------------------- | ----------------------------------------- | ----------------------------------------- | ----------------------------------------- | ----------------------------------------- | ----------------------------------------- |
| 2019 | MFCL                                      | 佐久長聖高校                              | グランセナ新潟FC レディース               | 富山レディースSC                          | 北陸大学フィオリーレ                      | 福井工業大学LFC                           |
| 2020 | 新型コロナウイルスの影響により1部制で開催 | 新型コロナウイルスの影響により1部制で開催 | 新型コロナウイルスの影響により1部制で開催 | 新型コロナウイルスの影響により1部制で開催 | 新型コロナウイルスの影響により1部制で開催 | 新型コロナウイルスの影響により1部制で開催 |
| 2021 | リリーウルフ.F石川                        | グランセナ新潟FC レディース               | FC越後妻有                                | 東海大学付属諏訪高校                      | 富山レディースSC                          | 北陸大学フィオリーレ                      |
| 2022 | FC越後妻有                                | 富山レディースSC                          | 東海大学付属諏訪高校                      | AC信州大学                                | 北陸大学フィオリーレ                      |                                           |